# Szachownica

La szachownica usada actualmente.

La primera szachownica, usada hasta 1921.

La szachownica lotnicza (en polaco: tablero de ajedrez aérea) es la insignia de la Fuerza Aérea Polaca. 
Oficialmente ha sido utilizada desde el 1 de diciembre de 1918, pero fue usada por primera vez durante la Primera Guerra Mundial por un piloto polaco del Imperio austrohúngaro, Stefan Stec. Durante la Segunda Guerra Mundial los pilotos de aviones polacos que se encontraban en las fuerzas aéreas de países como el Reindo Unido tuvieron una pequeña szachownica, usualmente cerca de la cabina de vuelo.
Formas diferentes de la szachownica son usadas por la Patrulla Fronteriza de Polonia y vehículos blindados del ejército polaco.
- Wikimedia Commons alberga una categoría multimedia sobre Szachownica.

- Datos: Q7209862
- Multimedia: Roundels of Poland / Q7209862